# Anthophora argyrospila
Anthophora argyrospila là một loài Hymenoptera trong họ Apidae. Loài này được Cockerell mô tả khoa học năm 1938.